# Sancho Ordóñez (conde)
Sancho Ordóñez (antes de 1042-c 1080), fue un conde que vivió en el siglo XI. Su padre fue Ordoño Bermúdez, hijo ilegítimo del rey Bermudo II de León, y su madre fue Fronilde Peláez, también miembro de la alta nobleza como hija del conde Pelayo Rodríguez y de su esposa Gotina Fernández de Cea, esta última hermana de la reina Jimena Fernández de Pamplona, la madre del rey Sancho Garcés III el Mayor, así como de Justa Fernández, casada con el conde Flaín Muñoz, todas hijas del conde Fernando Bermúdez. 

## Esbozo biográfico
Habrá recibido la dignidad condal entre 1059 y 1061 cuando ya aparece así intitulado en varios documentos familiares y en diplomas regios como en uno de 1061 en el monasterio de Samos cuando confirma como Sanctius proles Ordonii comes.  Figura en la curia regia de sus primos los reyes Fernando I y Sancha de León y en 1059 confirmó una permuta entre estos monarcas y Fronilde Ovéquiz.  También aparece en documentos de Alfonso VI de León, entre ellos uno datado en 1071 donde confirmó como Sancio Ordoniz comes una donación del rey a Velasco Vela y en 1073 en el monasterio de Samos cuando el monarca lo nombró uno de los jueces para dirimir una querella presentada por el abad del monasterio contra Ero Peláez, merino del rey. En 1077, donó a la catedral de León las propiedades que había heredado de su abuelo el conde Pelayo Rodríguez en Villarín de Campos.

## Matrimonio y descendencia
El conde Sancho Ordóñez contrajo matrimonio antes de 1082 con Oneca (también llamada Onega) Ovéquiz, hija del conde Oveco Bermúdez y de su esposa Elvira Suárez y hermana de los condes Bermudo, Vela, y Rodrigo Ovéquiz.  De este matrimonio nacieron:
- Oveco Sánchez (m. ca. 1116), conde, casado antes de 1085 con Elo Álvarez, con descendencia;[8]
- Bermudo Sánchez,[9] su madre lo menciona así como a su hermano Vela en una escritura de la Catedral de Lugo;
- Vela Sánchez (m. antes de 1109);[6][c]
- Fronilde Sánchez (m. antes de 1108),[d][6] casada con el conde Nuño Velázquez, con importante descendencia. Uno de sus hijos, Melendo Núñez, fue el padre de Nuño Meléndez, el primer esposo de Urraca López de Haro y el primogénito, el conde Alfonso Núñez de Celanova,[12] fue el padre de Teresa Alfonso, la mujer del noble portugués Egas Muñoz de Ribadouro, el ayo del rey Alfonso I de Portugal. También fueron los padres de Sancho Núñez, casado con Sancha Enríquez, hija de Enrique de Borgoña;[13][e]
- Jimena Sánchez,[6] quien desde el 10 de agosto de 1093 aparece como freira en el monasterio cisterciense de San Salvador de Ferreira de Pantón. Su filiación consta en una escritura del 26 de enero de 1108 donde se declara hija del conde Sancho y nieta de Ordoño Bermúdez y dona la parte que tenía en tierras de Sarria, Lemos y Asma,[2] donación confirmada por el rey Alfonso VI y por varios obispos.[15]